# Cohors IV Cypria
Die Cohors IV (oder IIII) Cypria [civium Romanorum] (deutsch 4. Kohorte aus Cyprus [der römischen Bürger]) war eine römische Auxiliareinheit. Sie ist durch Militärdiplome, Inschriften und Ziegelstempel belegt. In den Inschriften wird sie als Cohors Cypria bezeichnet.

## Namensbestandteile
- Cypria: aus Cyprus. Die Soldaten der Kohorte wurden bei Aufstellung der Einheit auf der Insel Zypern rekrutiert.[A 1]

- civium Romanorum: der römischen Bürger. Den Soldaten der Einheit war das römische Bürgerrecht zu einem bestimmten Zeitpunkt verliehen worden. Für Soldaten, die nach diesem Zeitpunkt in die Einheit aufgenommen wurden, galt dies aber nicht. Sie erhielten das römische Bürgerrecht erst mit ihrem ehrenvollen Abschied (Honesta missio) nach 25 Dienstjahren. Der Zusatz kommt in den Militärdiplomen vor.

Da es keine Hinweise auf die Namenszusätze milliaria (1000 Mann) und equitata (teilberitten) gibt, ist davon auszugehen, dass es sich um eine Cohors quingenaria peditata, eine reine Infanterie-Kohorte, handelt. Die Sollstärke der Einheit lag bei 480 Mann, bestehend aus 6 Centurien mit jeweils 80 Mann.

## Geschichte
Die Kohorte war in den Provinzen Moesia superior und Dacia stationiert. Sie ist auf Militärdiplomen für die Jahre 103/107 bis 126 n. Chr. aufgeführt.
Die Einheit wurde möglicherweise unter Claudius (41–54) aufgestellt. Sie wurde vermutlich aus der Provinz Pontus et Bithynia nach Moesia Superior verlegt, um an den Dakerkriegen Trajans teilzunehmen. Der erste Nachweis der Einheit in der Provinz beruht auf einem Diplom, das auf 103/107 datiert ist. In dem Diplom wird die Kohorte als Teil der Truppen (siehe Römische Streitkräfte in Moesia) aufgeführt, die in der Provinz stationiert waren.
Nach den Dakerkriegen blieb die Einheit in der neugeschaffenen Provinz Dacia, wo sie erstmals durch ein Diplom nachgewiesen ist, das auf 109 datiert ist. In dem Diplom wird die Kohorte als Teil der Truppen (siehe Römische Streitkräfte in Dacia) aufgeführt, die in der Provinz stationiert waren. Weitere Diplome, die auf 110 datiert sind, belegen die Einheit in derselben Provinz. Sie war dort vermutlich die Stammeinheit des Kastells Bumbeşti-Jiu.
Zu einem unbestimmten Zeitpunkt wurde die Kohorte erneut nach Moesia Superior verlegt, wo sie durch ein Diplom belegt ist, das auf 126 datiert ist.

## Standorte
Standorte der Kohorte in Dacia waren möglicherweise:
- Bumbești-Jiu: Ziegel[7] mit dem Stempel C IV C wurden hier gefunden.

Ziegel mit dem Stempel C IV C wurden auch bei Sacelu gefunden.

## Angehörige der Kohorte
Folgende Angehörige der Kohorte sind bekannt.

### Kommandeure
- []ius Sex[],[A 2] ein Präfekt (CIL 10, 7351)

### Sonstige
| - Ael(ius) Secundus, ein Centurio (AE 1904, 163) - Bassus, ein Centurio (AE 2004, 1374) - Γαιος Μεμμιος (Gaius Memmius) (IGR 1.895) | - L(ucius) Volusius, ein Soldat (AE 1904, 163) - M(arcus) Blossius, ein Soldat (AE 2004, 1374) |